# 社頭清水巖
社頭清水巖，位於臺灣彰化縣社頭鄉的一座巖仔佛寺，創建於清雍正六年（1728年），彰化縣定古蹟，清朝時彰化八景之一。

## 清水春光
彰化縣志記載：「巖左右青嶂環遶，樹木陰翳，曲逕通幽，秋壑之勝，恍若畫圖。春和景明，野花濃發，士女到巖遊覽，儼入香國中矣。」。

## 清水岩國家步道
- 二棧坪步道
- 十八彎古道
- 觀音山五峰步道
- 中央嶺步道

## 外部連結
- 清水岩寺‧心靈休憩站，清水岩寺管理委員會